# Furkan Aktaş
Furkan Aktaş (* 16. Januar 1998) ist ein türkischer Hürdenläufer, der sich auf die 110-Meter-Distanz spezialisiert hat.

## Sportliche Laufbahn
Erste internationale Erfahrungen sammelte Furkan Aktaş im Jahr 2015, als er bei den Jugend-Balkanmeisterschaften in Sremska Mitrovica in 14,68 s die Silbermedaille über die niedrigeren Hürden gewann. 2017 gewann er bei den U20-Balkan-Meisterschaften in Pitești in 14,39 s ebenfalls die Silbermedaille und schied anschließend bei den U20-Europameisterschaften in Grosseto mit 14,33 s im Halbfinale aus. 2019 belegte er bei den Balkan-Hallenmeisterschaften in Istanbul in 8,27 s den fünften Platz im 60-Meter-Hürdenlauf und schied dann im Juli bei den U23-Europameisterschaften in Gävle mit 14,98 s in der ersten Runde über 110 m Hürden aus. Im Jahr darauf gewann er bei den Balkan-Hallenmeisterschaften in Istanbul in 7,93 s die Bronzemedaille hinter seinem Landsmann Mikdat Sevler und Stanislaw Stankow aus Bulgarien. 2021 wurde er bei den Balkan-Hallenmeisterschaften ebendort in 7,96 s Fünfter und kam anschließend bei den Halleneuropameisterschaften in Toruń mit 7,94 s nicht über den Vorlauf hinaus. Im Jahr darauf gelangte er bei den Balkan-Hallenmeisterschaften in Istanbul mit 7,90 s auf Rang vier.
2022 wurde Aktaş türkischer Hallenmeister im 60-Meter-Hürdenlauf.

## Persönliche Bestleistungen
- 110 m Hürden: 14,30 s (+0,2 m/s), 25. Juni 2019 in Bursa
  - 60 m Hürden (Halle): 7,86 s, 6. Februar 2021 in Istanbul